# Saint-Pierre-des-Échaubrognes
Saint-Pierre-des-Échaubrognes est une commune du Centre-Ouest de la France située dans le département des Deux-Sèvres en région Nouvelle-Aquitaine.

## Géographie
Saint-Pierre-des-Échaubrognes longe le département de Maine-et-Loire. La commune est située à 2 km de Maulévrier, à 15 km de Cholet et à 30 km de Bressuire. Elle est entièrement enclavée dans les Deux-Sèvres par Mauléon, mais est limitrophe de Cholet, Maulévrier et Yzernay en Maine-et-Loire.

### Climat
Pour des articles plus généraux, voir Climat de la Nouvelle-Aquitaine et Climat des Deux-Sèvres.
Historiquement, la commune est exposée à un climat océanique du nord-ouest.  
En 2020, Météo-France publie une typologie des climats de la France métropolitaine dans laquelle la commune est exposée à un climat océanique et est dans la région climatique « Bretagne orientale et méridionale, Pays nantais, Vendée » et « Moyenne vallée de la Loire »0.
Pour la période 1971-2000, la température annuelle moyenne est de 11,5 °C, avec une amplitude thermique annuelle de 14,3 °C. Le cumul annuel moyen de précipitations est de 854 mm, avec 12,3 jours de précipitations en janvier et 6,8 jours en juillet. Pour la période 1991-2020, la température moyenne annuelle observée sur la station météorologique la plus proche, située sur la commune de Cholet à 13 km à vol d'oiseau, est de 12,3 °C et le cumul annuel moyen de précipitations est de 772,5 mm,. Pour l'avenir, les paramètres climatiques de la commune estimés pour 2050 selon différents scénarios d’émission de gaz à effet de serre sont consultables sur un site dédié publié par Météo-France en novembre 2022.

## Urbanisme

### Typologie
Au 1er janvier 2024, Saint-Pierre-des-Échaubrognes est catégorisée bourg rural, selon la nouvelle grille communale de densité à sept niveaux définie par l'Insee en 2022.
Elle est située hors unité urbaine. Par ailleurs la commune fait partie de l'aire d'attraction de Cholet, dont elle est une commune de la couronne,. Cette aire, qui regroupe 26 communes, est catégorisée dans les aires de 50 000 à moins de 200 000 habitants,.

### Occupation des sols
L'occupation des sols de la commune, telle qu'elle ressort de la base de données européenne d’occupation biophysique des sols Corine Land Cover (CLC), est marquée par l'importance des territoires agricoles (96,2 % en 2018), une proportion sensiblement équivalente à celle de 1990 (97 %). La répartition détaillée en 2018 est la suivante : 
terres arables (48 %), prairies (33,4 %), zones agricoles hétérogènes (14,8 %), zones urbanisées (2,2 %), forêts (1 %), eaux continentales (0,6 %). L'évolution de l’occupation des sols de la commune et de ses infrastructures peut être observée sur les différentes représentations cartographiques du territoire : la carte de Cassini (XVIIIe siècle), la carte d'état-major (1820-1866) et les cartes ou photos aériennes de l'IGN pour la période actuelle (1950 à aujourd'hui).

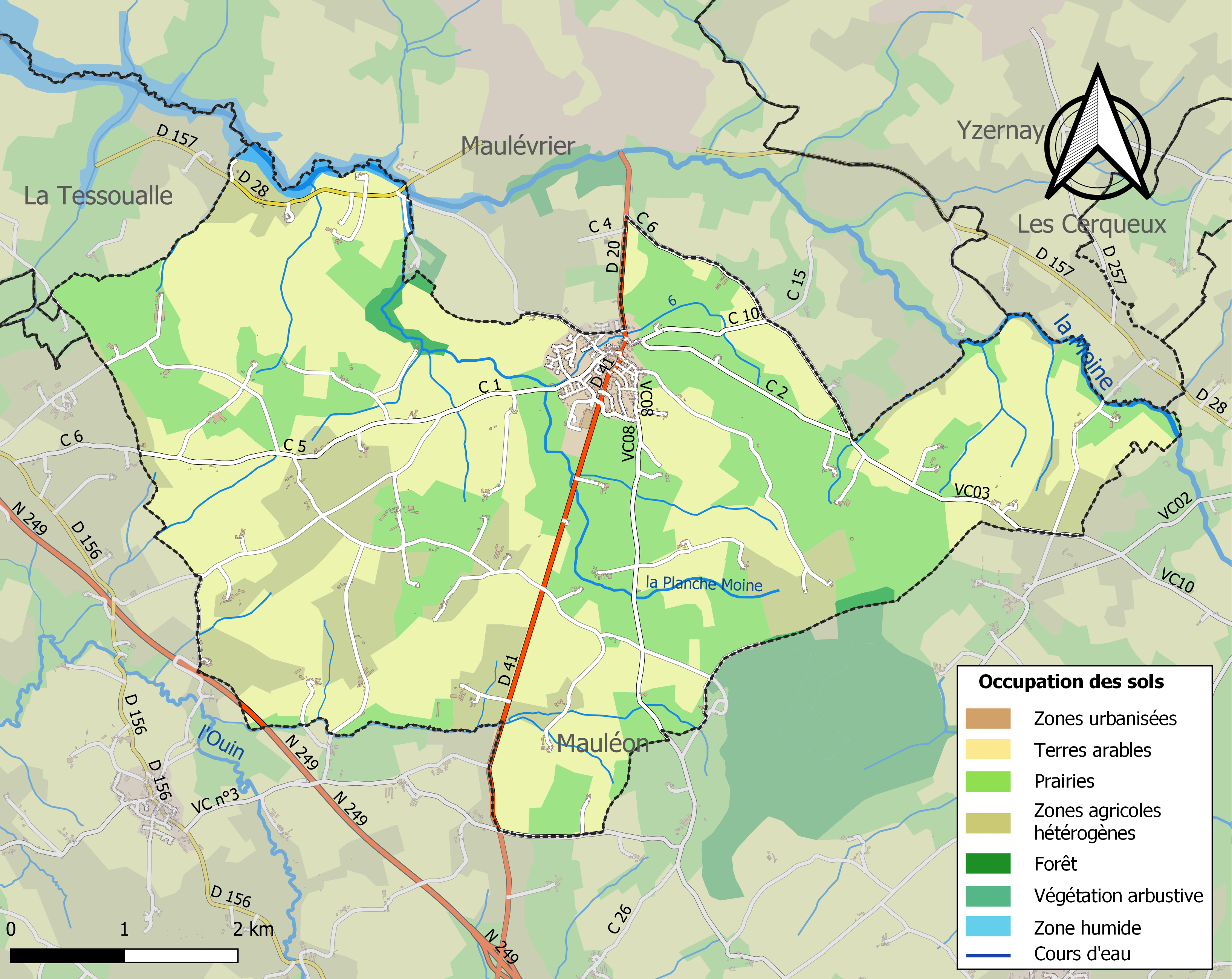
Carte des infrastructures et de l'occupation des sols de la commune en 2018 (CLC).

### Risques majeurs
Le territoire de la commune de Saint-Pierre-des-Échaubrognes est vulnérable à différents aléas naturels : météorologiques (tempête, orage, neige, grand froid, canicule ou sécheresse), inondations et séisme (sismicité modérée). Il est également exposé à un risque technologique,  le transport de matières dangereuses, et à un risque particulier : le risque de radon. Un site publié par le BRGM permet d'évaluer simplement et rapidement les risques d'un bien localisé soit par son adresse soit par le numéro de sa parcelle.

#### Risques naturels
Certaines parties du territoire communal sont susceptibles d’être affectées par le risque d’inondation par débordement de cours d'eau, notamment la Moine. La commune a été reconnue en état de catastrophe naturelle au titre des dommages causés par les inondations et coulées de boue survenues en 1982, 1983, 1999 et 2010,.
La commune a été reconnue en état de catastrophe naturelle au titre des dommages causés par des mouvements de terrain en 1999 et 2010.

#### Risque particulier
Dans plusieurs parties du territoire national, le radon, accumulé dans certains logements ou autres locaux, peut constituer une source significative d’exposition de la population aux rayonnements ionisants. Selon la classification de 2018, la commune de Saint-Pierre-des-Échaubrognes est classée en zone 3, à savoir zone à potentiel radon significatif.

## Histoire

Saint-Pierre-des-Échaubrognes sur une carte de l'Anjou au XVIIIe siècle.

Saint-Pierre-des-Échaubrognes est née de la fusion de deux paroisses, Saint-Hilaire-des-Échaubrognes, située en Anjou et Saint-Pierre-des-Échaubrognes qui faisait partie des marches communes de l’Anjou et du Poitou.
Au Moyen Âge, les deux villages faisaient partie des Mauges. Sous l'Ancien Régime, les deux bourgades dépendaient de la sénéchaussée d'Angers.  En 1785, elles avaient ensemble une superficie de 8 000 hectares et comptaient près de 4 000 habitants.
Les deux paroisses furent réunies en une seule commune par ordonnance royale du 30 juillet 1823. La nouvelle entité communale fut en même temps incorporée au département voisin des Deux-Sèvres. Le 4 juin 1862, la commune de Saint-Pierre-des-Échaubrognes se voit amputée du territoire de Loublande.

## Politique et administration
| Période    | Période  | Identité         | Étiquette | Qualité |
| ---------- | -------- | ---------------- | --------- | ------- |
| avant 1981 | ?        | Xavier de Chabot | SE        |         |
|            |          | Paul Bienaimé    |           |         |
| mars 2001  | En cours | Claude Pousin    |           |         |

## Population et société

### Démographie
L'évolution du nombre d'habitants est connue à travers les recensements de la population effectués dans la commune depuis 1793. Pour les communes de moins de 10 000 habitants, une enquête de recensement portant sur toute la population est réalisée tous les cinq ans, les populations de référence des années intermédiaires étant quant à elles estimées par interpolation ou extrapolation. Pour la commune, le premier recensement exhaustif entrant dans le cadre du nouveau dispositif a été réalisé en 2006.

En 2022, la commune comptait 1 396 habitants, en évolution de −0,85 % par rapport à 2016 (Deux-Sèvres : +0,18 %, France hors Mayotte : +2,11 %).
| 1793  | 1800 | 1806  | 1821  | 1831  | 1836  | 1841  | 1846  | 1851  |
| ----- | ---- | ----- | ----- | ----- | ----- | ----- | ----- | ----- |
| 1 519 | 664  | 1 043 | 1 271 | 1 356 | 1 349 | 1 350 | 1 437 | 1 472 |

| 1856  | 1861  | 1866  | 1872  | 1876  | 1881  | 1886  | 1891  | 1896  |
| ----- | ----- | ----- | ----- | ----- | ----- | ----- | ----- | ----- |
| 1 475 | 1 541 | 1 039 | 1 102 | 1 168 | 1 214 | 1 238 | 1 201 | 1 148 |

| 1901  | 1906  | 1911  | 1921  | 1926  | 1931  | 1936 | 1946  | 1954  |
| ----- | ----- | ----- | ----- | ----- | ----- | ---- | ----- | ----- |
| 1 138 | 1 153 | 1 155 | 1 024 | 1 007 | 1 002 | 961  | 1 004 | 1 051 |

| 1962  | 1968 | 1975  | 1982  | 1990  | 1999  | 2006  | 2011  | 2016  |
| ----- | ---- | ----- | ----- | ----- | ----- | ----- | ----- | ----- |
| 1 012 | 961  | 1 023 | 1 113 | 1 253 | 1 251 | 1 378 | 1 367 | 1 408 |

| 2021  | 2022  | - | - | - | - | - | - | - |
| ----- | ----- | - | - | - | - | - | - | - |
| 1 412 | 1 396 | - | - | - | - | - | - | - |

## Culture
- Tennis Club Saint-Pierre
- Club de foot Sain-Pierre
- Échau'star Séances de variétés
- Foyer des jeunes
- Club du Palet échaubrognais

## Économie
L’attractivité de Saint-Pierre-des-Échaubrognes vient de sa position géographique, situé entre le Nord-Est vendéen, le Bocage bressuirais (Mauléon, Cerizay) et le Choletais (la commune n’est qu’à une dizaine de kilomètres de Cholet).
- Centre de production du vitrage isolant (Glassver-Saint-Gobain).
- Artisanat
- Activité agricole très importante.

## Culture locale et patrimoine

### Lieux et monuments
- Église paroissiale Saint-Pierre de Saint-Pierre-des-Échaubrognes : patrimoine de l'Anjou. À voir : calice et patène. Le calice est l’œuvre de René Ier Hardye, maître orfèvre à Angers de 1616 à 1645, tandis que la patène a été produite par Laurent Hayeneufve, lui aussi orfèvre angevin, et porte le poinçon de jurande des années 1644-1645. Ces deux objets ont été réalisés par des artistes différents, comme cela se faisait parfois lorsque l’orfèvre du calice faisait appel à un confrère pour lui fournir la patène correspondante. Le poinçon de cette dernière désignant les dates de 1644-1645, et René Hardye étant décédé en 1645, il est très vraisemblable que le calice a été exécuté en même temps que la patène, soit en 1644.
- Le lac du Verdon créé à la suite de la construction du barrage du Verdon en 1979.